# Infulatartessus scutei
Infulatartessus scutei är en insektsart som beskrevs av Evans 1981. Infulatartessus scutei ingår i släktet Infulatartessus och familjen dvärgstritar. Inga underarter finns listade i Catalogue of Life.